# Brouwerij d'Hollander (Eke)
De Brouwerij D'Hollander is een voormalige brouwerij uit Eke in de Belgische provincie Oost-Vlaanderen.

## Geschiedenis
Deze brouwerij was in handen van Henri D'Hollander van de brouwersfamilie Delandstheer - D'Hollander. Hij startte zelf de brouwerij omdat zijn broer de Brouwerij van Baasrode bezat. Henri D'Hollander stopte met brouwen in 1926 om bij zijn broer Omer te Baasrode te helpen.

## Bieren[2]
- Supra